# Giacomo Ammannati-Piccolomini
Giacomo Ammannati-Piccolomini, surnommé le cardinal de Pavie (né le 8 mars 1422 à Pescia, dans l'actuelle région Toscane, alors dans la république de Lucques et mort le 10 septembre 1479  à Bolsena) est un cardinal du XVe siècle. Il est d'une famille noble appauvrie et est adopté par le pape Pie II.

## Biographie
Giacomo Ammannati-Piccolomini étudie à Pescia et à Florence. À Rome il entre au service du cardinal Domenico Capranica. Pendant le pontificat de Calixte III, il est secrétaire des lettres latines. En 1460, il est nommé évêque de Pavie.
Le pape Pie II le crée cardinal lors du consistoire du 18 décembre 1461. Le cardinal Ammannati est camerlingue du Sacré Collège en 1463-1464. Abbé de l'abbaye Saint-André de Villeneuve-lès-Avignon de 1464 à 1477. Il est nommé légat à Pérouse en 1471 et en 1476-1477. En 1477 il est nommé archevêque de Lucques. Il est l'auteur de la suite des Commentari du pape Pie II.
Le cardinal Ammannati-Piccolomini participe aux conclaves de 1464 (élection de Paul II) et de 1471 (élection de Sixte IV).